# 尉古真
尉 古真（うつ こしん、生没年不詳）は、北魏の軍人。本貫は代郡。弟は尉太真・尉諾。

## 経歴
道武帝が賀蘭部にいたとき、賀染干（献明賀皇后の弟）が反乱を計画して、侯引乙突らを行宮に派遣した。古真がこの計画を知って、道武帝に密告したため、反乱は不発に終わった。賀染干は古真が計画を漏らしたものと疑い、古真を捕らえると、車軸に頭を押しつけて拷問し、片眼を傷つけたが、古真が白状しなかったため、釈放した。388年（登国3年）、庫莫奚に対する遠征に従軍した。389年（登国4年）、道武帝が紇突隣部を討つと、古真はこれに従って功績を挙げた。390年（登国5年）、賀蘭部の救援におもむいて、劉衛辰の子の劉直力鞮を撃破した。395年（登国10年）、参合陂の戦いに参戦した。後燕に対する征戦で活躍して、功績により束州侯の爵位を受け、建節将軍の号を加えられた。明元帝の初年、鴻飛将軍となった。411年（永興3年）、5000の兵を率いて、大洛城に駐屯した。413年（永興5年）、明元帝が西巡すると、古真は奚斤らとともに前軍を率いて越勒部を討ち、これを撃破した。418年（泰常3年）、定州刺史に任じられた。
子の尉億万が後を嗣いだ。

## 伝記資料
- 『魏書』巻26 列伝第14
- 『北史』巻20 列伝第8